# غلين باركلي
غلين باركلي (بالإنجليزية: Glenn Barkley)‏ هو أمين متحف أسترالي، ولد في 1972.